# Брадфорд (Арканзас)
Брадфорд (англ. Bradford, Arkansas) — город, расположенный в округе Уайт (штат Арканзас, США) с населением в 800 человек по статистическим данным переписи 2000 года.

## География
По данным Бюро переписи населения США Брадфорд имеет общую площадь в 1,81 квадратных километров, водных ресурсов в черте населённого пункта не имеется.
Город Брадфорд расположен на высоте 78 метров над уровнем моря.

## Демография
По данным переписи населения 2000 года в Брадфорде проживало 800 человек, 222 семьи, насчитывалось 351 домашнее хозяйство и 399 жилых домов. Средняя плотность населения составляла около 444 человек на один квадратный километр. Расовый состав Брадфорда по данным переписи распределился следующим образом: 98,75 % белых, 0,12 % — чёрных или афроамериканцев, 0,62 % — коренных американцев, 0,25 % — представителей смешанных рас, 0,25 % — других народностей. Испаноговорящие составили 1,38 % от всех жителей города.
Из 351 домашних хозяйств в 25,9 % — воспитывали детей в возрасте до 18 лет, 43,3 % представляли собой совместно проживающие супружеские пары, в 15,1 % семей женщины проживали без мужей, 36,5 % не имели семей. 32,2 % от общего числа семей на момент переписи жили самостоятельно, при этом 17,4 % составили одинокие пожилые люди в возрасте 65 лет и старше. Средний размер домашнего хозяйства составил 2,28 человек, а средний размер семьи — 2,83 человек.
Население города по возрастному диапазону по данным переписи 2000 года распределилось следующим образом: 23,5 % — жители младше 18 лет, 9,3 % — между 18 и 24 годами, 25,3 % — от 25 до 44 лет, 21,3 % — от 45 до 64 лет и 20,8 % — в возрасте 65 лет и старше. Средний возраст жителей составил 39 лет. На каждые 100 женщин в Брадфорде приходилось 88,7 мужчин, при этом на каждые сто женщин 18 лет и старше приходилось 83,8 мужчин также старше 18 лет.
Средний доход на одно домашнее хозяйство в городе составил 22 381 доллар США, а средний доход на одну семью — 29 479 долларов. При этом мужчины имели средний доход в 24 400 долларов США в год против 18 214 долларов среднегодового дохода у женщин. Доход на душу населения в городе составил 12 953 доллара в год. 8,4 % от всего числа семей в округе и 18,7 % от всей численности населения находилось на момент переписи населения за чертой бедности, при этом 23,3 % из них были моложе 18 лет и 14,9 % — в возрасте 65 лет и старше.